# Montreuil-sur-Thérain
Montreuil-sur-Thérain is een gemeente in het Franse departement Oise (regio Hauts-de-France) en telt 182 inwoners (1999). De plaats maakt deel uit van het arrondissement Beauvais.

## Geografie
De oppervlakte van Montreuil-sur-Thérain bedraagt 1,5 km², de bevolkingsdichtheid is 121,3 inwoners per km².

## Verkeer en vervoer
In de gemeente ligt spoorwegstation Montreuil-sur-Thérain.
De onderstaande kaart toont de ligging van Montreuil-sur-Thérain met de belangrijkste infrastructuur en aangrenzende gemeenten.

## Demografie
Onderstaande figuur toont het verloop van het inwonertal (bron: INSEE-tellingen).